# Ерёмина, Елена Вячеславовна
Еле́на Вячесла́вовна Ерёмина (род. 29 июля 2001) — российская гимнастка, серебряный и бронзовый призёр чемпионата мира 2017 по спортивной гимнастике. Мастер спорта России. На 31 января 2018 года является членом основного состава сборной команды Российской Федерации по спортивной гимнастике.

## Биография
В 2015 году на чемпионате России была 4-й в командном многоборье. Также (по программе мастеров спорта) была 4-й в личном многоборье, 1-й в опорном прыжке, 3-й на брусьях, 2-й на бревне и 6-й в вольных упражнениях.
В 2016 году на юниорском первенстве России была 7-й в командном многоборье. Также (по программе мастеров спорта) была 3-й в личном многоборье, 2-й в опорном прыжке и на брусьях, 1-й на бревне.
На чемпионате Европы среди юниоров 2016 года завоевала золотую медаль в командном многоборье, золотую в личном многоборье, бронзу на бревне, в опорном прыжке была 6-й, в вольных упражнениях 8-й.
На чемпионате Европы 2017 года в Клуж-Напоке (Румыния) завоевала серебряную медаль в упражнениях на брусьях, стала четвёртой в личном многоборье.
На своём первом взрослом чемпионате мира 2017 года в Монреале (Канада) завоевала бронзовую медаль в личном многоборье и серебряную медаль в упражнениях на брусьях.